# 米海洛·卜平
米海洛·伊德沃尔斯基·卜平（發音：[miˈxǎjlo ˈîdʋoɾski ˈpǔpin]；1858年10月9日—1935年3月12日），塞爾維亞物理学家，后移民美国。

## 荣誉与纪念
- 卜平樓：以卜平命名的物理实验室
- 卜平大桥：以卜平命名的多瑙河大桥